# Саро, Кортни
Кортни Ли Саро (фр. Courtney Lee Sarault; род. 24 апреля 2000 года) — канадская шорт-трекистка,  участница зимних Олимпийских игр 2022 года, чемпионка мира 2025 года, 10-кратная призёр чемпионатов мира, 4-кратная чемпионка и 8-кратная призёр чемпионатов четырёх континентов.

## Биография и спортивная карьера
Кортни Саро родилась в США в Гранд-Рапидсе, штат Мичиган в спортивной семье. Её отец Ив Саро бывший профессиональный хоккеист, который играл в командах "Монреаль Канадиенс" и "Калгари Флеймс" в НХЛ, поэтому Кортни с раннего детства стояла на коньках. Сначала занималась фигурным катанием, но в 7 лет начала тренироваться в шорт-треке в Монктоне провинция Нью-Брансуик в Канаде. Она окончила среднюю школу в июне 2018 года. В 14 лет участвовала на Канадских играх и в эстафете стала серебряным призёром.
На международных соревнованиях впервые стартовала на чемпионате мира среди юниоров 2017 года в Инсбруке. Там она заняла итоговое 39 место в многоборье и в составе сборной Канады заняла 4-е место в эстафете. Уже через год, на аналогичном чемпионате мира среди юниоров, проходившем в польском Томашуве-Мазовецком, Кортни выиграла серебряную медаль в многоборье и золотую медаль в эстафете. В начале сезона 2018/19 годов она дебютировала на этапе Кубка мира в Калгари - стал четвёртой на дистанции 1000 м, третьей в эстафете и второй на дистанции 1500 м на этапе в Калгари.
На чемпионате мира среди юниоров в Монреале в 2019 году она завоевала бронзовую медаль в эстафете, а в феврале 2019 года приняв участие на этапе Кубка мира, который проходил в Турине, завоевала второе место в смешанной эстафете. В марте 2019 года она дебютировала на взрослом чемпионате мира в Софии, где выиграла бронзовую медаль в эстафете и заняла 23-е место в многоборье. В сезоне 2019/20 годов Саро одержала свою первую победу на Кубке мира в Шанхае в составе эстафетной команды. В том же сезоне дважды занимала второе место в эстафетах. В индивидуальных гонках она трижды поднималась на вторую ступень пьедестала и один раз была третьей.
На первом чемпионате четырёх континентов в Монреале в 2020 году она завоевала четыре медали - две серебряные на дистанции 1000 метров и в эстафете, и две бронзовые в многоборье и на 500 м. На чемпионате мира 2021 года, который состоялся в Дордрехте, Кортни трижды поднималась на пьедестал почёта, завоевав серебряные медали в эстафете и на 1500 метров, и бронзовую на 1000 м. В феврале 2022 года на своих первых зимних Олимпийских играх в Пекине Кортни заняла 11-е места в забегах на 1000 м и 1500 м, 4-е место в женской эстафете и 6-е в смешанной эстафете. На чемпионате мира в Монреале выиграла серебряную медаль в женской эстафете и заняла 5-е место в многоборье. 
В том сезоне она стала третьей в общем зачёте Кубка мира на дистанции 1500 м. В сезоне 2022/23 Кортни участвовала на чемпионате четырёх континентов в Солт-Лейк-Сити, где завоевала золотые медали на дистанциях 1000 м и 1500 м, а также серебряную в женской эстафете и бронзовую в смешанной. В конце декабря 2022 года на этапе Кубка мира в Алматы Кортни завоевала золотую медаль в беге на 1500 метров и серебряную в женской эстафете. Следом на чемпионате мира в Сеуле стала бронзовым призёром в беге на 1000 м и в женской эстафете. На Кубке мира в итоге заняла 2-е место в общем зачёте на дистанции 1000 м и в общей классификации Кубка, а также стала 3-й на 1500 м. 
В 2024 году на чемпионате четырёх континентов в Лавале получила серебряные медали в забегах на 1000 и 1500 м, а также выиграла золотые в обоих эстафетах. Позже на чемпионате мира в Роттердаме выиграла бронзу в женской эстафете. В сентябре 2024 года Кортни объявила, что не примет участие в первых двух этапах Мирового тура (бывшее название Кубка мира). 24-летняя спортсменка получила сотрясения мозга и не смогла принять участие в чемпионате Канады.
В 2025 году на чемпионате мира в Пекине стала серебряным призёром на дистанциях 1000 и 1500 метров. В эстафете стала чемпионкой мира. 

## Награды
- 2018 год - названа восходящей звездой шорт-трека в Канаде.
- 2021 год - награждена премией Натали Ламбер в номинации «Лучшая спортсменка года по шорт-треку» от Федерации конькобежного спорта Канады.
- 2022 год - включена в Зал спортивной славы Монктона в Нью-Брансуике, Канада.